# Kristina Aamand
Kristina Aamand (* 10. Dezember 1972 in Kopenhagen) ist eine dänische Schriftstellerin, die überwiegend Jugendromane und -geschichten schreibt.

## Leben
Aamand wurde 1972 als Tochter einer katholischen Dänin und eines muslimischen Palästinensers syrischer Herkunft in Kopenhagen geboren. Sie wuchs in Avedøre, einem Ortsteil von Kopenhagen, auf, wobei sie zwar christlich getauft wurde, jedoch unter strengen muslimischen Regeln lebte.
Nach Ende der Schulzeit 1991 am Sankt Annæ Gymnasium in Valby absolvierte Aamand bis 1995 eine Ausbildung zur Krankenschwester an der Krankenpflegeschule Hvidovre. Es folgte ein Studium der Lehr- und Trainingsplanung an der dänischen Krankenpflegeschule, die sie 1998 mit dem Diplom abschloss. Bis 2003 ließ sie sich an der Sociale Højskole in Kopenhagen zur Sozialarbeiterin ausbilden; seit 2020 ist Aamand zudem auch ausgebildete Sexologin. Sie arbeitete von 2003 bis 2006 am Center for Seksuelle Overgreb des Rigshospitalet, das Vergewaltigungsopfern erste Hilfe leistet. Sie betreute dabei unter anderem junge Migrantinnen, die durch Migranten vergewaltigt wurden – Taten, die durch kulturelle Aspekte wie Scham und Familienehre sowie der Bedeutung der Jungfräulichkeit vor der Ehe oftmals verschwiegen werden. Im Jahr 2008 gründete Aamand die private Beratungsstelle Ny mødom, in der sie auch Vergewaltigungsopfern mit Migrationshintergrund half.
Sie veröffentlichte 2007 ihr Debütwerk Mødom på mode mit sechs Berichten über Einwanderer in Dänemark und ihre Kultur und Normen, für den sie 2007 für den Weekendavisens litteraturpris nominiert wurde. Seit 2014 konzentriert sie sich ausschließlich auf das Schreiben. Aamand verfasst vor allem Jugendliteratur, die sich mit dem Zusammenprall verschiedener Kulturen und den damit einhergehenden Konflikten und Herausforderungen auseinandersetzt. Zu den Themen ihrer Bücher zählen unter anderem sexueller Missbrauch, Jungfräulichkeit und der damit verbundene Ehrbegriff, aber auch Homosexualität im muslimischen Umfeld. Eigene berufliche Erfahrungen gehen dabei in ihre Bücher ein, so handelt beispielsweise Mørke rum (2018) von der jungen Sophia, die gerade als Krankenpflegerin in einem Center for Seksuelle Overgreb begonnen hat.
Aamand schrieb mehrere Buchreihen, darunter ab 2015 die Reihe um die Freunde Omar, Bruno und Mussaab, sowie ab 2019 die Jugendbuchreihe Hjerte af pap um die 13-jährige Sif, die in einer Patchworkfamilie lebt. Haram (2016) um die verbotene Beziehung der jungen Anisa zu Johannes fand 2019 in Halal eine Fortsetzung.
Aamand gewann 2015 mit einem Beitrag den vom Carlsen Verlag ausgeschriebenen Nachwuchswettbewerb Nye stemmer, dessen Ziel es war, „einen Autor zu finden, der ein Werk für junge Erwachsene schreiben konnte, das das heutige Jugendleben in relevanter Weise prägen könnte.“ Ihr Beitrag wurde 2016 unter dem Titel For enden af din pegefinger bei Carlsen veröffentlicht. Der Jugendroman um die junge Muslima Sheherazade, die in einem immer konservativer werdenden Elternhaus die Macht der Literatur und der Liebe entdeckt, wurde 2018 unter dem Titel Wenn Worte meine Waffe wären auch auf Deutsch veröffentlicht und 2019 für den Deutschen Jugendliteraturpreis in der Kategorie Preis der Jugendjury nominiert.
Aamand ist in zweiter Ehe verheiratet; die Patchworkfamilie mit Kindern aus erster und zweiter Ehe lebt in der Nähe von Kopenhagen.

## Werke (Auswahl)
Reihe Omar, Bruno og Mussa
- 2015: Omar, Filip og Moa gjør alle glade … unntatt mannen i dyrebutikken (neu aufgelegt 2022 als Omar, Bruno og Mussa gør alle glade (undtagen dyrehandleren))
- 2015: Omar, Bruno og Mussa og sagen om den mystiske numsevandkande
- 2015: Omar, Bruno og Mussa – Tapre typer
- 2016: Omar, Bruno og Mussa 4 – Mission Bye Bye, Bassemand

Reihe Hjerte af pap
- 2019: Hjerte af pap
- 2019: Det du ønsker
- 2019: Bare os to
- 2020: Ingen som mig
- 2021: Venter på dig

Reihe Safe Zone
- 2021: Safe Zone: I skyggen
- 2021: Safe Zone: Sort Syn
- 2022: Safe Zone: Dobbeltliv
- 2023: Safe Zone: Fanget

Weitere
- 2007: Mødom på mode (mit Asif Uddin)
- 2012: Baba Habib. Perker på pletten
- 2015: På tværs. Kunsten at overleve en pakistansk svigermor
- 2016: Haram
- 2016: For enden af din pegefinger
  - 2018: Wenn Worte meine Waffe wären (Übersetzung: Ulrike Brauns)
- 2017: Ghetto-girls hader heste
- 2017: Ghetto-girls siger nej til nisser
- 2018: Mørke rum
- 2018: Så god som ny
- 2019: Halal
- 2019: Under ditt finger
- 2019: Sammenbragt

Sammelbände mit Beteiligung von Kristina Aamand
- 2018: Frontkæmperen. In: Mellem os (Kurzgeschichtensammlung)
- 2020: Juleklar (Weihnachtsgeschichtensammlung)